# Chuyến bay 965 của American Airlines
Chuyến bay 965 của American Airlines (AA965/AAL965) là chuyến bay quốc tế theo lịch trình từ sân bay quốc tế Miami ở Miami, Florida, đến sân bay quốc tế Alfonso Bonilla Aragón ở Cali, Colombia. Vào ngày 20 tháng 12 năm 1995, chiếc Boeing 757-223 bay trên tuyến này (đăng ký N651AA) đã rơi xuống một ngọn núi ở Buga, Colombia, làm chết 151 trong số 155 hành khách và tất cả tám thành viên phi hành đoàn. Tai nạn liên quan đến chiếc 757 do Mỹ sản xuất đầu tiên và hiện là tai nạn hàng không tồi tệ nhất xảy ra ở Colombia. Đó cũng là vụ tai nạn tồi tệ nhất liên quan đến một chiếc Boeing 757 tại thời điểm đó, nhưng đã bị vượt qua bởi chuyến bay 301 của Birgenair đã rơi xuống biển gần Cộng hoà Dominica 7 tuần sau đó với 189 người tử vong. Chuyến bay 965 là thảm họa hàng không tồi tệ nhất liên quan đến một máy bay của Mỹ kể từ vụ đánh bom chuyến bay 103 của Pan Am năm 1988. 5 hành khách, tất cả ngồi trong hai hàng ghế cuối, sống sót sau tác động ban đầu, nhưng đã có một người sống sót chết hai ngày sau đó vì bị thương nặng. Ngoài 4 người sống sót có một con chó ở trong hầm hành lý ký gửi tại thời điểm xảy ra vụ tai nạn, đã sống sót.
Đơn vị hành chính đặc biệt của Colombia về hàng không dân dụng đã điều tra vụ tai nạn và xác định nguyên nhân là do lỗi điều hướng của phi công chuyến bay.

## Máy bay

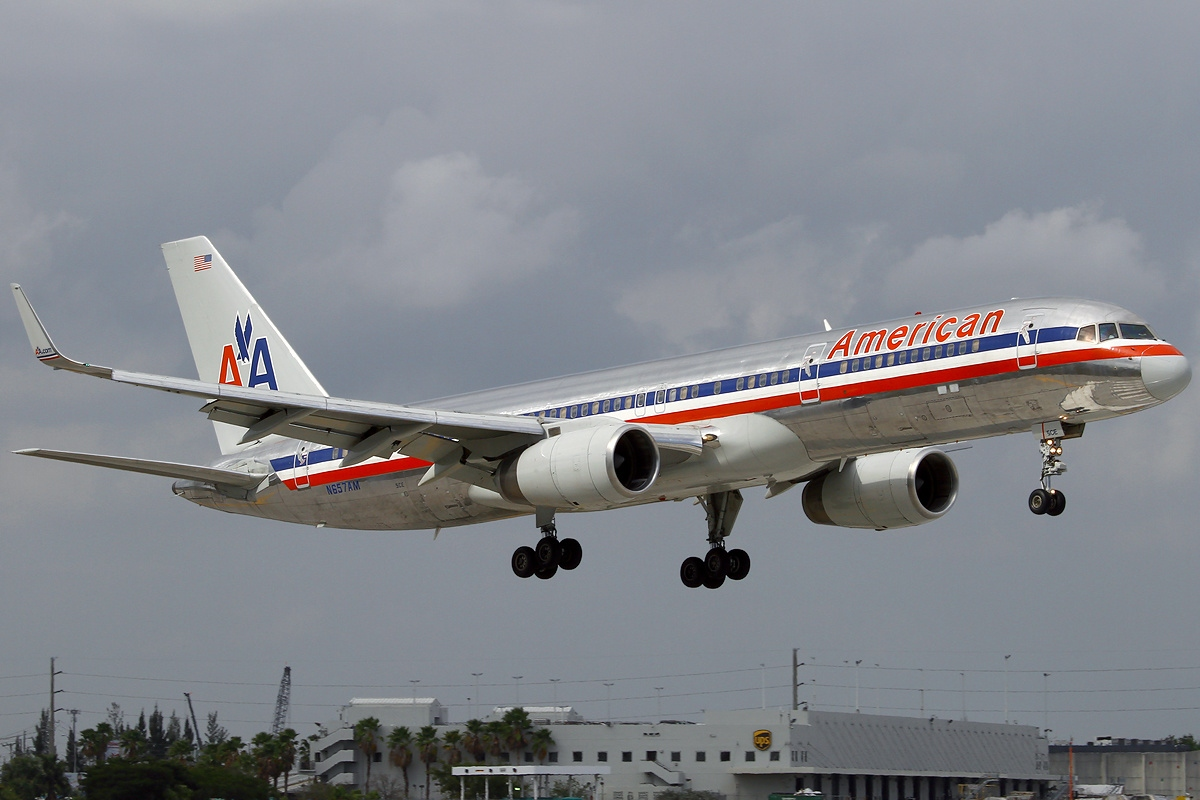
Một chiếc Boeing 757-223 của American Airlines tương tự chiếc gặp nạn

Chiếc Boeing 757-223, đăng ký N651AA. Chuyến bay đầu tiên vào ngày 12 tháng 8 năm 1991 và là chiếc 757 thứ 390 được chế tạo. Máy bay được trang bị hai động cơ Rolls-Royce RB211.

## Chuyến bay

### Khởi hành
Chuyến bay 965 chủ yếu chở mọi người trở về Colombia cho kỳ nghỉ Giáng sinh, khách du lịch và doanh nhân. Một cơn bão mùa đông ở phía đông bắc Hoa Kỳ đã khiến hãng hàng không trì hoãn khởi hành của máy bay trong 30 phút để cho phép hành khách lên chuyến bay, và tắc nghẽn theo mùa gây ra sự chậm trễ hơn nữa. Chuyến bay 965 cất cánh lúc 6:35 tối, trễ gần 2 giờ.
Phi hành đoàn buồng lái bao gồm cơ trưởng Nicholas Tafuri, 57 tuổi và cơ phó Don Williams, 39 tuổi. Cả hai phi công đều được coi là những người lái máy bay có tay nghề cao. Cơ trưởng Tafuri có hơn 13.000 giờ trải nghiệm bay (bao gồm 2.260 giờ trên Boeing 757 và 767), cơ phó Williams có gần 6.000 giờ (bao gồm 2.286 trên máy bay Boeing 757 và 767). 6 phi hành đoàn còn lại bao gồm tiếp viên Purser Pedro Pablo Calle, Magdalena Borrero, Rosa Cabrejo, Teresa Delgado, Gilberto Restrepo và Margaret "Maggie" Villalobos.  Tất cả các tiếp viên đều sinh ra ở Colombia và là cựu chiến binh của Braniff International Airways đã chuyển đến Eastern Air Lines và sau đó đến American Airlines, khi các tuyến được chuyển từ hãng này sang hãng khác. Họ đã tự nguyện chọn chuyến bay, như một đặc quyền được trao bởi thâm niên, để dành thời gian Giáng sinh với gia đình của họ ở Bogotá.
Bộ điều khiển không lưu của Cali không có radar chức năng để giám sát 757, đã bị nổ ra vào năm 1992 bởi nhóm khủng bố FARC. Cách tiếp cận của Cali sử dụng một số đèn hiệu vô tuyến để hướng dẫn các phi công quanh những ngọn núi và hẻm núi bao quanh thành phố. Về mặt lý thuyết, hệ thống quản lý chuyến bay của máy bay đã được lập trình các đèn hiệu này và theo lý thuyết, nên nói với các phi công chính xác nơi để rẽ, leo và hạ cánh, từ Miami đến nhà ga ở Cali.
Vì gió lặng, các kiểm soát viên của Cali đã hỏi các phi công rằng họ có muốn bay thẳng vào đường băng 19 thay vì đến đường băng 01. Các phi công đồng ý tiếp cận thẳng, hy vọng sẽ bù vào một lúc nào đó. Các phi công sau đó đã xóa nhầm các điểm tiếp cận khỏi máy tính điều hướng của họ. Khi người điều khiển yêu cầu các phi công kiểm tra lại ở Tuluá, phía bắc Cali, nó không còn được lập trình vào máy tính nữa, và vì vậy họ phải rút bản đồ ra để tìm nó. Trong thời gian đó, họ đã mở rộng hệ thống phanh tốc độ của máy bay để làm chậm nó và đẩy nhanh tốc độ hạ cánh của nó.
Vào lúc các phi công tìm thấy tọa độ của Tuluá, họ đã vượt qua nó. Để đáp ứng điều này, họ đã cố gắng lập trình máy tính điều hướng cho điểm tiếp cận tiếp theo, Rozo. Tuy nhiên, Rozo NDB được xác định là R trên bảng xếp hạng của họ. Colombia đã nhân đôi số nhận dạng cho Romeo NDB gần Bogotá và danh sách các điểm tham chiếu được lưu trữ của máy tính không bao gồm Rozo NDB là "R", mà chỉ có tên đầy đủ là "ROZO". Trong trường hợp một quốc gia cho phép định danh trùng lặp, quốc gia đó thường liệt kê chúng với thành phố lớn nhất trước tiên. Nói cách khác, điểm tham chiếu "ROZO" phải ở trên cùng của FMS, vì nó là điểm gần nhất, nhưng trong trường hợp của chuyến bay 965, thì không. Chỉ một số điểm tham chiếu khác bắt đầu bằng "R" được hiển thị. Bằng cách chọn chữ "R" đầu tiên trong danh sách, cơ trưởng đã khiến cho máy bay tự động bắt đầu bay một khóa học tới Bogotá, dẫn đến việc máy bay quay về hướng đông trong một hình bán nguyệt rộng. Các phi công sau đó đã cố gắng khắc phục điều này bằng cách quay trở lại phía nam. Tại thời điểm phát hiện lỗi, Người điều khiển không lưu, Nelson Rivera Ramírez, tin rằng một số yêu cầu của các phi công không có ý nghĩa gì, nhưng không biết đủ tiếng Anh phi hàng không để truyền đạt điều này.

## Tai nạn
12 giây trước khi đâm vào núi El Diluvio, cơ phó đã ngắt lái tự động, và cơ trưởng đã cố gắng bay lên khỏi ngọn núi; tuy nhiên, không phi công nào đã nhớ đến việc thu lại phanh tốc độ đã được triển khai trước đó, điều này làm giảm tốc độ tăng độ cao. Vào lúc 21:41:28 chiều Giờ chuẩn miền Đông, nó đâm vào cây ở độ cao khoảng 2.700 mét (8.900 ft) trên mực nước biển trung bình (MSL) ở phía đông của núi. Vụ tai nạn xảy ra ở phía nam Tuluá VOR 9,7 km (6 dặm) về phía bắc và cách đường băng 19 tại sân bay quốc tế Alfonso Bonilla Aragon 45 km. Trong quá trình điều tra, người ta phát hiện ra rằng không phải chiếc 757 cố định cơ sở mô phỏng cũng không phải là hệ thống quản lý chuyến bay mô phỏng có thể được backdriven với các dữ liệu thu được trực tiếp từ máy bay tai nạn của máy ghi dữ liệu chuyến bay. Bởi vì các trình mô phỏng máy bay 757 không thể được bảo vệ trong quá trình thử nghiệm, nên không thể xác định chính xác liệu máy bay có bị trượt ngọn núi / ngọn cây hay không nếu tốc độ đã bị rút lại trong nỗ lực leo lên. Tuy nhiên, báo cáo cuối cùng tuyên bố rằng nếu chuyến bay đã rút lại tốc độ một giây sau khi khởi động cơ động thoát hiểm, máy bay có thể đã leo qua vị trí cao hơn 46 m (150 ft) so với điểm va chạm ban đầu. Bởi vì chiếc 757 sẽ tiếp tục leo lên và có khả năng tăng tốc độ leo lên, nên nó có thể đã cắt sạch những cái cây trên đỉnh núi.

## Điều tra và báo cáo cuối cùng
Vụ tai nạn đã được điều tra bởi Đơn vị hành chính hàng không dân dụng (Aeronáutica Civil) của Cộng hòa Colombia,  với sự hỗ trợ của Ủy ban An toàn Giao thông Quốc gia Hoa Kỳ (NTSB) cũng như các bên khác, bao gồm cả Cục Hàng không Liên bang Hoa Kỳ, Hiệp hội Phi công Đồng minh, hãng American Airlines, Tập đoàn Máy bay Thương mại Boeing và Động cơ Rolls Royce.
Aeronautica Dân sự chuẩn bị một báo cáo cuối cùng của cuộc điều tra vào tháng 9 năm 1996, được phát hành thông qua các NTSB Mỹ.
Trong báo cáo của mình, Aeronáutica Civil đã xác định các nguyên nhân có thể xảy ra sau đây của vụ tai nạn:
1. Việc phi hành đoàn chuyến bay không lập kế hoạch đầy đủ và thực hiện phương pháp tiếp cận đường băng 19 tại SKCL và việc sử dụng tự động hóa không đầy đủ của họ.
2. Thất bại của chuyến bay đã dừng phương pháp tiếp cận vào Cali, mặc dù có nhiều tín hiệu cảnh báo họ về sự bất cẩn của việc tiếp tục tiếp cận.
3. Sự thiếu nhận thức tình huống của chuyến bay liên quan đến điều hướng dọc, gần địa hình và vị trí tương đối của các thiết bị vô tuyến quan trọng.
4. Thất bại của chuyến bay đã trở lại điều hướng vô tuyến cơ bản tại thời điểm điều hướng hệ thống quản lý chuyến bay (FMS) trở nên khó hiểu và đòi hỏi một khối lượng công việc quá mức trong giai đoạn quan trọng của chuyến bay.

Ngoài ra, Aeronáutica Civil xác định rằng các yếu tố sau đây đã góp phần gây ra vụ tai nạn:
1. Những nỗ lực liên tục của phi hành đoàn trong chuyến bay nhằm đẩy nhanh cách tiếp cận và hạ cánh của họ nhằm tránh sự chậm trễ tiềm ẩn.
2. Việc thực hiện phi hành đoàn GPWS của phi hành đoàn chuyến bay trong khi các speedbrakes vẫn được triển khai.
3. Logic FMS đã bỏ tất cả các bản sửa lỗi trung gian khỏi (các) màn hình trong trường hợp thực hiện định tuyến trực tiếp.
4. Thông tin điều hướng do FMS tạo ra đã sử dụng quy ước đặt tên khác với quy ước được công bố trong biểu đồ điều hướng.

Aeronautica Civil' báo cáo cũng bao gồm một loạt các khuyến nghị an toàn liên quan đến các bên sau đây (số kiến nghị cá nhân trong dấu ngoặc đơn):
- FAA Hoa Kỳ (17)
- Tổ chức hàng không dân dụng quốc tế (3)
- American Airlines (2)

Các nhà điều tra sau đó đã coi vụ tai nạn là một sự kiện không thể sống sót.

## Hậu quả
Scavengers đã sử dụng bộ đảo ngược lực đẩy động cơ, hệ thống điện tử buồng lái và các bộ phận khác từ chiếc 757 bị rơi, sử dụng máy bay trực thăng quân sự và tư nhân Colombia để đi và đến địa điểm gặp nạn. Nhiều bộ phận bị đánh cắp lại xuất hiện dưới dạng các bộ phận máy bay không được chấp thuận trên thị trường chợ đen trong các công ty môi giới phụ tùng Greater Miami.  Đáp lại, hãng hàng không đã công bố một danh sách dài 14 trang ghi rõ tất cả các bộ phận bị thiếu trong chiếc máy bay bị rơi. Danh sách bao gồm các số sê-ri của tất cả các bộ phận.
Năm 1997, Thẩm phán quận Hoa Kỳ Stanley Marcus phán quyết rằng các phi công đã có "hành vi sai trái cố ý"; phán quyết áp dụng cho American Airlines, đại diện cho các phi công đã chết. Phán quyết của thẩm phán sau đó đã bị Tòa phúc thẩm Hoa Kỳ tại Atlanta đảo ngược vào tháng 6 năm 1999, trong đó cũng đảo ngược phán quyết của bồi thẩm đoàn và tuyên bố rằng thẩm phán trong vụ án đã sai khi đưa ra kết luận về lỗi của phi công, một vai trò mà chỉ nên dành riêng cho bồi thẩm đoàn.
American Airlines giải quyết nhiều vụ kiện do gia đình các nạn nhân của vụ tai nạn chống lại. American Airlines đã đệ đơn kiện "khiếu nại của bên thứ 3" để đóng góp chống lại Jeppesen và Honeywell, khiến cơ sở dữ liệu máy tính điều hướng và không bao gồm tọa độ của Rozo dưới định danh "R"; vụ án đã được đưa ra xét xử tại Tòa án Quận Hoa Kỳ quận Nam Florida ở Miami. Tại phiên tòa, American Airlines thừa nhận rằng họ chịu một số trách nhiệm pháp lý cho vụ tai nạn. Honeywell và Jeppesen từng cho rằng họ không có trách nhiệm pháp lý cho vụ tai nạn. Tháng 6 năm 2000, bồi thẩm đoàn đã phát hiện ra rằng Jeppesen có lỗi 30% trong vụ tai nạn, Honeywell có 10% lỗi và American Airlines có 60% lỗi.
Một hệ thống cảnh báo gần mặt đất tăng cường đã được giới thiệu vào năm 1996, có thể ngăn ngừa tai nạn.
Kể từ năm 2002, máy bay có khả năng chở hơn 6 hành khách được yêu cầu phải có hệ thống cảnh báo nhận thức địa hình tiên tiến.
Kể từ tháng 10 năm 2019, American Airlines vẫn khai thác tuyến Miami-Cali, nhưng là chuyến bay 921 và sử dụng máy bay Boeing 737-800.

## Hành khách đáng chú ý thiệt mạng
Paris Kanellakis, một nhà khoa học máy tính người Hy Lạp tại Đại học Brown, đã chết cùng vợ và hai con.

## Kênh truyền hình
- Chuyến bay 965 đã được giới thiệu trong "Lost" (tạm dịch: Mất tích), phần 2 năm 2004 của phim truyền hình Canada Mayday  (Air Crash Investigation).
- Tập phim được phát sóng với tiêu đề "Crash on the Mountain" (tạm dịch: Tai nạn trên núi) ở Anh, Úc và châu Á.
- Vụ tai nạn cũng được nêu trên Why Whyeses Crash trên MSNBC, trong một tập phim có tựa đề "Sudden Impact" (tạm dịch: Tác động bất ngờ).
- Tập phim "Disastular Descents" của loạt phim truyền hình Aircrash Confingu do WMR Productions và IMG Entertainment sản xuất.
- The Sound of Things Falling, một cuốn tiểu thuyết năm 2011 của Juan Gabriel Vásquez (Bloomsbury 2012 bằng tiếng Anh, được dịch bởi Anne McLean).

## Mô phỏng
Chuyến bay 965 của American Airlines - Mô phỏng tai nạn (https://www.youtube.com/watch?v=CdoCVHK-R5M)